# Mary of Avonbourne (poemat)
Mary of Avonbourne – utwór angielskiego poety Johna Nevaya (1792–1870), opublikowany w almanachu The Angus Album, opublikowanym w Dundee w 1834, nakładem Johna H. Baxtera. Utwór został napisany strofą spenserowską, czyli zwrotką dziewięciowersową rymowaną ababbcbcc.